# Język makian wschodni
Język makian wschodni (makian timur, makian dalam), także taba (tabayama) – język austronezyjski używany we wschodniej części wyspy Makian w prowincji Moluki Północne w Indonezji. Według danych Ethnologue (SIL International) posługuje się nim 20 tys. osób (1983). Skupiska jego użytkowników występują też na Halmaherze (południowo-zachodnie wybrzeże i region Malifut), Kayoa, Moti, Bacan i w mieście Ternate. 
Jest to jeden z dwóch języków ludności Makian (drugim z nich jest niespokrewniony makian zachodni – moi). Dzieli się na dwa główne dialekty – północny i południowy. Jest blisko spokrewniony z językiem gane. Pokrewny etnolekt kajoa jest klasyfikowany jako dialekt bądź jako odrębny język austronezyjski. Odmiany te, wraz z wos i saketa, tworzą kontinuum dialektalne. W użyciu jest także lokalny malajski wraz z językiem indonezyjskim.
„Taba” to miejscowe określenie języka, a także grupy etnicznej oraz wyspy Makian. W wąskim znaczeniu nazwa ta odnosi się do wschodniej części wyspy. Najczęściej spotykana indonezyjska nazwa języka to Makian Dalam. Odnotowano też określenie „tabayama”.
Jest jednym z lepiej udokumentowanych języków Moluków. Wczesne dane nt. tego języka, pochodzące z II poł. XIX w., zostały bliżej przeanalizowane w 1914 r. Obszerny opis jego gramatyki (wyd. 2001) sporządził lingwista John Bowden. Istnieje także słownik z 2019 r. (przedruk 2020), zawierający dane z dialektu waigitang-waikyon (Kamus Bahasa Taba-Indonesia Dialek Waigitang-Waikyon).
Jest zapisywany alfabetem łacińskim, choć brak ujednoliconych zasad ortografii. Sami użytkownicy rzadko zapisują swój język, w komunikacji pisanej preferując posługiwanie się indonezyjskim. W sporadycznych kontaktach nieformalnych stosuje się pisownię opartą na ortografii indonezyjskiej.

## Sytuacja językowa i żywotność
Ze względu na długą historię handlu w regionie znajdował się pod wpływem innych języków, takich jak holenderski, hiszpański, portugalski i arabski. Przykładem bezpośredniej pożyczki holenderskiej jest słowo bonci – „orzech ziemny” (od niderl. boontje). Zawiera także zapożyczenia i kalki z języka ternate, przejawiające się na płaszczyźnie słownictwa, a przypuszczalnie również w zakresie typologii.
Prawie wszyscy jego dorośli użytkownicy porozumiewają się też w języku malajskim, który wywiera znaczny wpływ na ich rodzimy język. Posługiwanie się malajskim jest preferowane w wypowiedziach oficjalnych i publicznych, a jego wpływy są silne zaznaczone w mowie młodszych użytkowników języka (do ich przejawów należą: obfite użycie zapożyczonych przyimków, partykuł gramatycznych i spójników, duży udział słownictwa malajskiego, zanik rozróżnień wyrażanych poprzez klasyfikatory). Edukacja w języku indonezyjskim sprzyja postępującym zmianom w rodzimym języku, przybliżającym go do malajskiego. 
W języku istnieją trzy warianty społeczne (ang. speech levels) – język uprzejmy (alus), język zwykły (biasa) i język szorstki (kasar). Najczęściej używane są formy biasa. Formy kasar dotyczą tylko pewnej części słownictwa i są stosowane sporadycznie, m.in. przy zwracaniu się do niegrzecznych dzieci. Znajomość stylu uprzejmego – alus – zaciera się wśród młodszych użytkowników języka, przypuszczalnie pod wpływem języka malajskiego i z uwagi na zanik znaczenia politycznego Sułtanatu Ternate. Na styl alus składają się bowiem w dużej mierze pożyczki z języka ternate.
Wszedł w kontakt z językiem makian zachodnim (moi), stając się dla niego źródłem wpływów zewnętrznych. Taba użyczył mu wiele elementów leksyki; historycznie zapewne cieszył się wyższym statusem, gdyż jednocześnie pożyczki moi w taba występują rzadziej.
Uważa się, że jest zagrożony wymarciem. Wśród czynników zagrażających jego żywotności wymienia się program transmigracji oraz wpływy innych znaczących języków regionu. Całkowita liczba użytkowników języka jest trudna do oszacowania (m.in. ze względu na ich rozproszenie), ale może wynosić 15–50 tys. osób. Najbardziej prawdopodobny przedział, na który wskazuje J. Bowden (2001), to 30–40 tys. użytkowników. We wczesnych latach 80. XX wieku duża część ludności wyspy Makian przesiedliła się do regionu Malifut na Halmaherze z powodu spodziewanej erupcji wulkanicznej. Wśród tamtejszej społeczności znajomość języka zanika, młodsze pokolenie nie posługuje się nim biegle. Region Malifut jest silnie zróżnicowany etnicznie i językowo (inne używane języki to m.in. makian zachodni i pagu; dodatkowo zamieszkują tu też migranci z Jawy i Celebesu Południowego). Również wśród ludności Makian na wyspie Ternate, stanowiącej główny ośrodek prowincji, doszło do redukcji przekazu międzypokoleniowego. Migranci zamieszkujący południowo-zachodnie wybrzeże Halmahery (w tym region Gita) także wchodzą w kontakt z różnymi grupami etnicznymi. 

## System dźwiękowy
Podano za Bowden 1997 ↓, s. 30–34; Bowden 2001 ↓, s. 26–29.

### Spółgłoski
|                           |              | dwuwargowe | dziąsłowo-apikalne | podniebienno- laminalne | miękko- podniebienne | krtaniowe |
| ------------------------- | ------------ | ---------- | ------------------ | ----------------------- | -------------------- | --------- |
| zwarte zwarto-szczelinowe | bezdźwięczne | p          | t                  | (tʃ)                    | k                    | (ʔ)       |
| zwarte zwarto-szczelinowe | dźwięczne    | b          | d                  | (dʒ)                    | g                    |           |
| nosowe                    | nosowe       | m          | n                  |                         | ŋ                    |           |
| szczelinowe               | szczelinowe  | (f)        | s                  |                         |                      |           |
| drżące                    | drżące       |            | r                  |                         |                      |           |
| boczne                    | boczne       |            | l                  |                         |                      |           |
| aproksymanty              | aproksymanty | w          |                    | j                       |                      | h         |

Występuje piętnaście rodzimych fonemów spółgłoskowych. Pozostałe cztery fonemy (oznaczone nawiasami) spotykane są tylko w zapożyczeniach, pochodzenia m.in. arabskiego, ternateńskiego, malajskiego, portugalskiego i holenderskiego.

### Samogłoski
|             |             | przednie | centralne | tylne |
| ----------- | ----------- | -------- | --------- | ----- |
| przymknięte | przymknięte | i        |           | u     |
| średnie     | średnie     | e        |           | o     |
| otwarte     | otwarte     |          | a         |       |